# Scuola europea di medicina molecolare
La Scuola europea di medicina molecolare (SEMM) è una fondazione che si dedica all'alta formazione in biomedicina.
Istituita nel 2001 mediante decreto interministeriale di tre ministeri (Salute, Università & ricerca scientifica e Tesoro) la Scuola europea di medicina molecolare promuove la formazione e la ricerca nei settori emergenti della biomedicina, quali genomica, medicina molecolare, nanotecnologie e bioetica. Inoltre opera all'interno di centri di eccellenza (Campus IFOM-IEO, CEINGE, CIMAINA, TIGEM, ICH Istituti Clinici Humanitas) e favorisce l'integrazione della ricerca di base con la pratica clinica.
La scuola collabora con l'università italiana, nello specifico con l'Università Statale di Milano per i corsi di dottorato in oncologia molecolare, biologia computazionale, nanotecnologia medica, filosofia ed etica della scienza e con l'Università di Napoli Federico II per i corsi di dottorato in genetica umana e oncologia molecolare.
Le attività di ricerca si svolgono presso l'Istituto europeo di oncologia (IEO), l'Istituto FIRC di oncologia molecolare (IFOM), la Fondazione Filarete, il Centre for Genomic Science dell'Istituto Italiano di tecnologia, il centro CIMaINa per la nanotecnologia della Statale di Milano, e i centri di ricerca TIGEM e CEINGE di Napoli.

## Organi di governo
- Presidente: Umberto Veronesi (direttore Scientifico IEO)
- Direttore scientifico: Pier Giuseppe Pelicci (direttore del dipartimento di oncologia sperimentale dell'IEO)
- Coordinatori scientifici di sede: 
  - Elisabetta Dejana (coordinatore scientifico sede di Milano)
  - Francesco Salvatore (coordinatore scientifico sede di Napoli)